# Fritz Wepper
Fritz Wepper (München, 17 augustus 1941 – Oberbayern, 25 maart 2024) was een Duits acteur, die bekend werd door zijn rollen in de speelfilms Die Brücke (1959) en Cabaret (1972). Hij was rechercheur/inspecteur Harry Klein in de krimi-tv-series Der Kommissar (van 1969 tot 1974) en Derrick (alle 281 afleveringen van 1974 tot 1998). Van 2002 tot 2020 speelde hij de hoofdrol van Oberbürgermeister Wolfgang Wöller in de meest bekeken Duitse televisieserie ooit, het langlopende Um Himmels Willen. Fritz was de twee jaar oudere broer van de in oktober 2023 overleden acteur Elmar Wepper.

## Acteurscarrière
Wepper speelde als negenjarige mee in kinderprogramma's voor de Bayerischer Rundfunk. In 1952 debuteerde hij op het toneel in Peter Pan. Hij was op 17-jarige leeftijd te zien in een van de hoofdrollen in de voor een Oscar genomineerde bioscoopfilm Die Brücke van Bernhard Wicki. In 1972 had hij een belangrijke rol in de film Cabaret van Bob Fosse. Met zijn broer Elmar was Wepper te zien in diverse afleveringen van Der Kommissar en de film Zwei Brüder (1994). In de krimi-serie Mord in bester Gesellschaft (tussen 2007 en 2017) speelde hij met dochter Sophie. 
Toen de enorm populaire krimi/tv-serie Derrick (waarin hij Harry Klein speelde, de rechterhand van Oberinspektor Derrick) na 24 jaar in 1998 ten einde kwam, werd het plan om de serie voort te zetten met Harry Klein als Oberinspektor getorpedeerd door de vertrekkende hoofdrolspeler Horst Tappert. In plaats daarvan profileerde Wepper zich met andere rollen, waaronder die van de lichtelijk hypocriete maar goedwillende burgemeester Woller in Um Himmels Willen. Deze serie liep van 2002 tot 2021 en was al die jaren één van de populairste Duitse series met een gemiddelde kijkdichtheid van 19,9%. Voor deze rol werd hij bekroond met de Deutscher Fernsehpreis 2003 en de Bayerischer Fernsehpreis 2006, beide in de categorie 'Beste Schauspieler Serie' (beste acteur in een serie). Hij gaf zijn personage ook humor mee, waarvoor hij als Harry bij Derrick weinig kans had gekregen. 
Begin oktober 2023 maakte Wepper bekend dat hij zijn televisiecarriere beëindigde. Hij was toen al geruime tijd ziek.

## Privéleven
Wepper trouwde in 1979 met Angela von Morgen (1943-2019), die van 1968 tot 1973 de echtgenote van Ferfried Prinz von Hohenzollern was. Met haar had hij een dochter, Sophie-Margarita (*1981), die ook acteert en als cameravrouw meewerkte aan een aflevering van de serie Unter weißen Segeln, waarin haar vader speelde. In maart 2018 werd hij grootvader.
Van 2009 tot 2012 had Wepper een relatie met de 33 jaar jongere actrice en regisseuse Susanne Kellermann, met wie hij ook een dochter had. Ondanks de relatie met Kellermann, bleef Wepper tot haar overlijden getrouwd met Von Morgen en woonde hij ook onder één dak met haar, omdat geen van beiden wilde verhuizen. En hoewel Wepper en Kellermann hun relatie in het openbaar beëindigden, bleven ze wel close, blijkt onder meer uit een brief die Wepper in 2018 aan haar schreef en die in het tijdschrift Bunte werd gepubliceerd. In 2021 werd bekend dat Wepper al een tijd getrouwd was met Kellermann.
In maart 2021 werd, na een behandeling tegen melanoom, een tumor uit zijn buikholte verwijderd. Als gevolg van de zware operatie verbleef hij 15 maanden in het ziekenhuis en een revalidatiecentrum.
Zijn gezondheid bleef broos. In december 2023 werd hij met een bloedvergiftiging wederom in het ziekenhuis opgenomen. Wepper overleed drie maanden later, op 25 maart 2024, op 82-jarige leeftijd in een hospice in Oberbayern.
In 2021 verscheen de autobiografie Ein ewiger Augenblick bij uitgeverij Heine Verlag. In oktober 2023 verscheen Nur mit Hund, een boek dat Wepper samen met zijn vrouw schreef. Hij was van kleins af aan een hondenmens en het boek vertelt over alles wat hij samen met zijn honden heeft beleefd.

## Filmografie
- 1955: Der dunkle Stern
- 1956: Tischlein, deck dich
- 1957: Eine verrückte Familie
- 1957: Heute blau und morgen blau
- 1957: Rübezahl – der Herr der Berge
- 1958: Der Pauker
- 1959: Der Engel, der seine Harfe versetzte
- 1959: Die Brücke
- 1960: Mein Schulfreund
- 1961: Question 7 / Frage Sieben
- 1961: Unsere kleine Stadt (televisiefilm)
- 1962: Zahlungsaufschub (televisiefilm)
- 1963: Flucht der weißen Hengste
- 1963: Der eingebildete Doktor (televisiefilm)
- 1963: Sonderurlaub (televisiefilm)
- 1964: Eines schönen Tages (televisiefilm)
- 1964: Kennwort: Reiher
- 1965: Die fünfte Kolonne - Besuch von drüben (televisieserie)
- 1966: Hinter diesen Mauern (televisiefilm)
- 1967: Wenn es Nacht wird auf der Reeperbahn
- 1967: Studenten (televisieserie)
- 1968: Der Arzt von St. Pauli
- 1969: Tausendundeine Nacht (televisieserie)
- 1969: Das Go-Go-Girl vom Blow-Up
- 1969: Der Mann mit dem Glasauge
- 1969: Auf der Reeperbahn nachts um halb eins
- 1969–1974: Der Kommissar (televisieserie, 66 afleveringen)
- 1970: Ohrfeigen (spreekrol)
- 1970: Wir hau’n die Pauker in die Pfanne
- 1970: Schmetterlinge weinen nicht
- 1970: Nachbarn sind zum Ärgern da
- 1971: Olympia – Olympia (televisiefilm)
- 1971: Was geschah auf Schloss Wildberg?
- 1972: Cabaret
- 1972: Sie nannten ihn Krambambuli
- 1972: Der Ehefeind
- 1974: Zinngeschrei (televisiefilm)
- 1974–1998: Derrick (televisieserie, 281 afleveringen)
- 1977: Die Fälle des Herrn Konstantin (televisieserie, 2 afleveringen)
- 1982: Die letzte Schlacht
- 1983: Der letzte Kampf
- 1994–2001: Zwei Brüder (televisieserie, 17 afleveringen)
- 1995: Tierärztin Christine II: Die Versuchung (televisiefilm)
- 1995: Zwischen Tag und Nacht (televisieserie)
- 1995: Drei in fremden Kissen (televisiefilm)
- 1996: Drei in fremden Betten (televisiefilm)
- 1999: Die blaue Kanone (televisiefilm)
- 1999: Evelyn Hamanns Geschichten aus dem Leben (televisieserie, 3 afleveringen)
- 2000: Zum Glück verrückt – eine unschlagbare Familie
- 2000: Traumschiff 2000 – Bali (televisieserie)
- 2001: Vera Brühne (televisiefilm)
- 2001: Murder on the Orient Express (televisiefilm)
- 2002: Drei unter einer Decke (televisiefilm)
- 2002: Der Bulle von Tölz: Mord mit Applaus (televisieserie)
- 2002: Hochwürden wird Papa (televisiefilm)
- 2002–2021: Um Himmels Willen (televisieserie, 264 afleveringen)
- 2003: In aller Freundschaft - Eifersucht (televisieserie)
- 2004: Derrick – Die Pflicht ruft (animatiefilm: stem van Harry Klein)
- 2004: Ein Gauner Gottes (televisiefilm)
- 2004: Ein Engel namens Hans-Dieter (televisiefilm)
- 2004: Männer im gefährlichen Alter (televisiefilm)
- 2004: Das Traumschiff: Samoa (televisieserie)
- 2004: Tatort: Abseits (televisieserie)
- 2005: Unter weißen Segeln – Odyssee der Herzen (televisieserie)
- 2005: Nicht ohne meinen Schwiegervater (televisiefilm)
- 2006: Das Weihnachts-Ekel (televisiefilm)
- 2006: Nicht ohne meine Schwiegereltern (televisiefilm)
- 2006: Kurhotel Alpenglück (televisiefilm)
- 2007: Rikets røst (televisieserie, 3 afleveringen)
- 2007: Ein unverbesserlicher Dickkopf (televisiefilm)
- 2007–2017: Mord in bester Gesellschaft (televisieserie, 15 afleveringen)
- 2008: Das Traumhotel – Karibik (televisieserie)
- 2008: Unser Mann im Süden (Fernsehserie, 4 afleveringen)
- 2008: Alter vor Schönheit (televisiefilm)
- 2009: Baby frei Haus (televisiefilm)
- 2010: Gräfliches Roulette (televisiefilm)
- 2010: Vater aus heiterem Himmel (televisiefilm)
- 2011: Lindburgs Fall (televisiefilm)
- 2012: Alles außer Liebe (televisiefilm)
- 2014: Gamle venner (korte film)
- 2020: Nervensäge (televisiefilm)

## Prijzen
- 1970, 1971, 1972, 1975, 1990, 2010: Bambi
- 1980: Goldene Kamera
- 1990: Romy
- 2002: Goldene Europa
- 2003: Deutscher Fernsehpreis, voor beste hoofdrolspeler in de serie Um Himmels Willen
- 2006: Bayerischer Fernsehpreis
- 2022: Bayerischer Verdienstorden[8]